# Solenopsis spei
Solenopsis spei é uma espécie de formiga do gênero Solenopsis, pertencente à subfamília Myrmicinae.